# Петро Дмитрієнко (художник)
Петро Дмитрієнко (фр. Pierre Dmitrienko; нар. 20 квітня 1925, Париж — пом. 15 квітня 1974, Париж) — французький художник українського походження. Він є батьком французької акторки театру і кіно Людмили Мікаель і дідом акторки театру і кіно Марини Гендс (Marina Hands).

## Життєпис
Петро Дмитрієнко народився в сім'ї Марії Якустідіс, понтійської грекині з Севастополя, та українця Семена Дмитрієнка, які під час війни емігрували до Франції. Петро Дмитрієнко ніколи не був на землі своїх предків, але виховувався в їх культурі, мові, віросповіданні та традиціях. Після здобуття середньої освіти у школах Курбевуа та Асньє́р-сюр-Сен він 1943 року здобув ступінь бакалавра в ліцеї Луї Пастера в Неї-сюр-Сен.

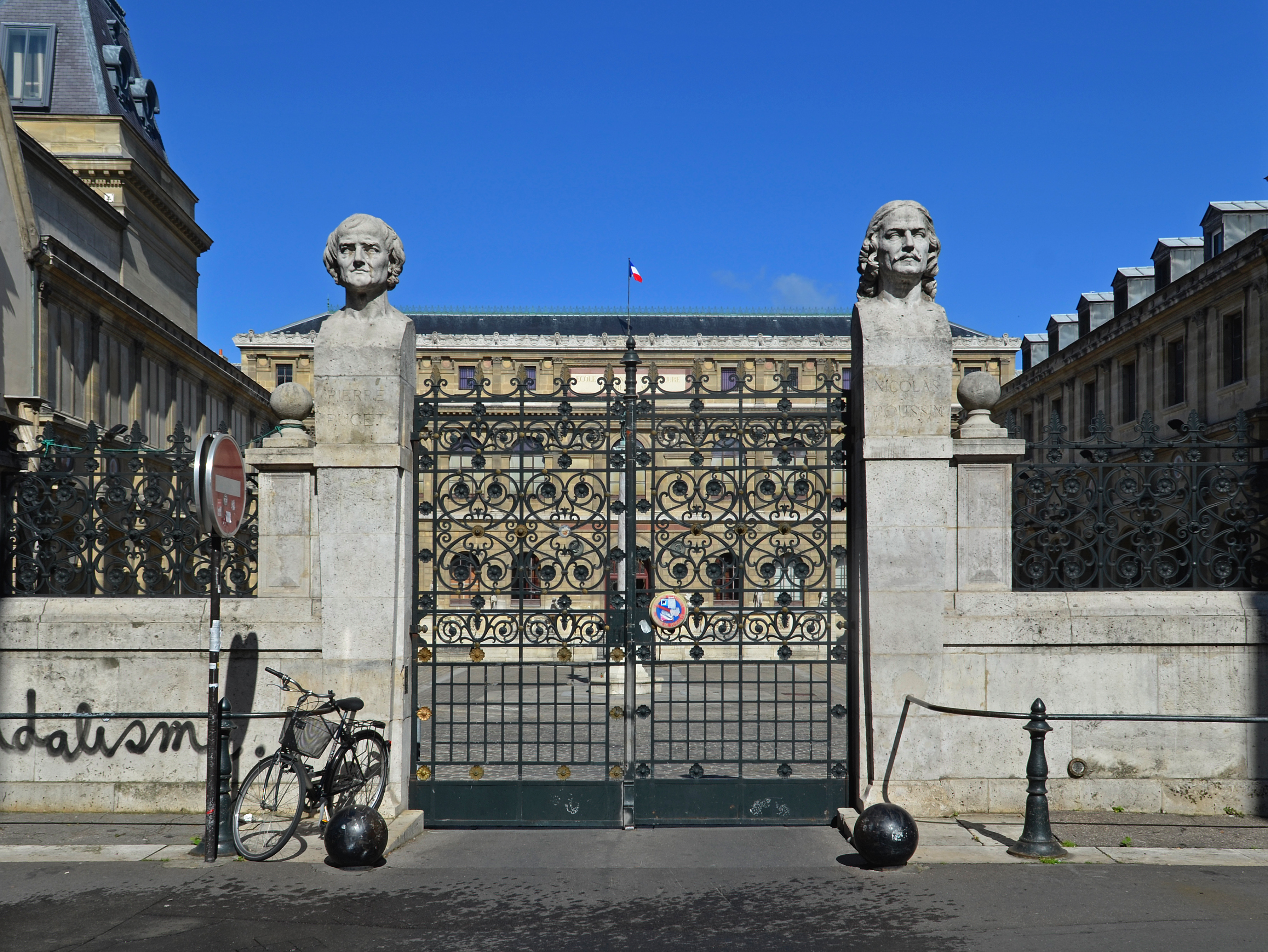
Вхід до школи мистецтв ENSBA в Парижі з бюстами П'єра П'юже і Ніколя Пуссена.

У 1944—1946 роках Петро вивчає архітектуру в Національній вищій школі красних мистецтв (ENSBA) в Парижі. Одночасно, 1944 року, він почав малювати в майстерні голландського живописця і мистецтвознавця Конрада Кіке (Conrad Kickert, 1882—1965). Його друзями стали молоді художники: Франсуа Арналь (François Arnal), Бернард Квентін (Bernard Quentin), Роберт Ляпуйад (Robert Lapoujade), Франсуа Морейе (François Morellet), Жак Ланцман (Jacques Lanzmann), Серж Резвані (Serge Rezvani), з часом з двома останніми він розділив мистецьку студію.
У 1947 році Дмитрієнко одружується з піаністкою Ліліан Керол (Lilliane Carol) і в цьому ж році у них народилася дочка Людмила.

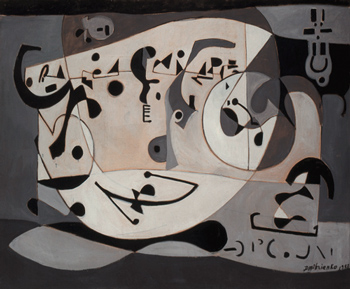
П. Дмитрієнко, «Композиція», 1948, 145х174 см.

## 1950-ті
На початку 1950-х змушений був відмовитися від архітектури й заробляв як декоратор вітрин у великих крамницях Printemps (де він познайомився з Пітером Кнапом (Peter Knapp) — фотографом, дизайнером, художником. Однак далі продовжує малювати. На початку свого творчого шляху він не приховує свого захоплення такими художниками як Делакруа, Жеріко та Гоя, але також такими як Serge Poliakoff, André Lanskoy, Nicolas de Staël. Водночас Дмитрієнко «слухає» (бо «око слухає», як писав Поль Клодель) одного з засновників кубізму — Albert Gleizes, або, особливо, Пауля Клее, який «засліплює» його своїми композиціями й грою кольорів.

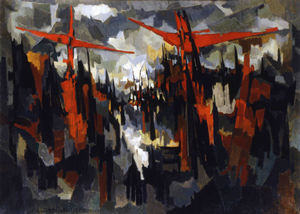
П. Дмитрієнко, «Голгофа», 1954, 97х130 см.

У 1950-х роках серед художників і скульпторів Франції популярним був абстракціонізм. У Парижі представники цього напрямку мистецтва належали до третього періоду Паризької школи, лідером якої був Жан Базен (Jean Bazaine). Їх підтримували два мистецтвознавці: Бернар Доріваль (Bernard Dorival) і П'єр Франкастель (Pierre Francastel). Дмитрієнко зблизився з митцями цієї школи, виставляв свої твори в «галереї Маг» (Maeght). У деяких своїх творах він вносить почуття священного, можливо з православ'я. Пізніше, він називав ці картини — іконами.

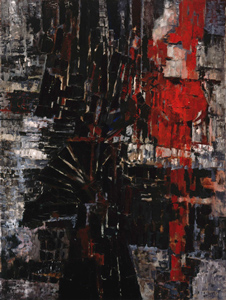
П. Дмитрієнко, «Старе залізо», 1957, 130x98 см.

У 1950 році галерея мистецтв в Лозанні вперше запропонувала йому для виставки свої зали. У цьому ж році він виставляється в салоні живопису і скульптури у Парижі (Salon de Mai). У 1953 році відбулася його перша персональна виставка у Парижі у Люсьєна Дюрана (Lucien Durand). На її відкритті він познайомився з акторкою Крістіан Леньє (Christiane Lénier), яка стала його другою дружиною.
Дмитрієнко багато подорожує. «Кольорові» місця, країни й пейзажі пронизують його твори. У 1956—1958 роках він створює серію картин: «Ліс», «Ліс у вогні», «Закам'янілий ліс»; у 1957 році — «Старе залізо»; «Кар'єра», «Овернь» і «Травнева ніч». У 1958—1959 роках, «Іній» — де можна побачити усі відтінки білого кольору. «Іспанія», 1959, наповнена червоними світловими акцентами.

## 1960-ті
У 1959 році Дмитрієнко купив покинутий замок у Нівілле поруч Бове за 70 км на північ від Парижу. Тут він створив свою студію в старій оранжереї. 1960 року він малює навколишні пейзажі у серії «Дощ» і «Торнадо»: «Золотий дощ», «Земля дощу», «Небо дощу», «Кам'яний дощ», «Палаючий дощ». Далі були «Сірий дощ» і «Примари дощу», де людські фігури вперше відокремилися від природних елементів.

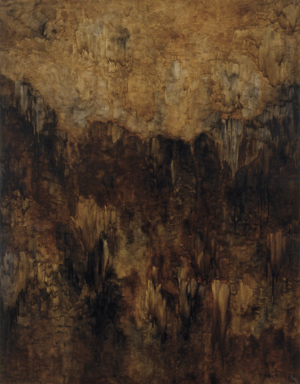
П. Дмитрієнко, «Золотий дощ», 1960, 190x150 см.

1960 рік був вирішальним для Дмитрієнка. Поява людини на полотні як суб'єкта була радикальною зміною манери живопису. Його живописна техніка, теж радикально змінилася. У 1960 році народився його син Рюрик.
У 1961 році Дмитрієнко став одним з лауреатів першого Паризького бієнале. Цей період закінчується 1961 року трьома дуже великими полотнами (180 × 300 см): "Місто (на пристані)", «Відьма дощу», «Ніжність це дощ», які були виставлені наступного року у галереї Creuzevault.

## Скульптура
З 1965 року Дмитрієнко починає творити також бездоганно оброблені масивні й гнучкі скульптури. Він використовує мармур, камінь, слонову кістку, дерево, глину і бронзу. У своїх скульптурах він продовжує попередні теми відтворені у живописі («Пара», теракота, 1965; «Розмова», полірована бронза, 1968; «Пані на світанку», дерево, 1971), нові теми («Рот тіні», камінь; «Шолом», бронза; «Клич II», камінь; всі три 1970) та інші, чуттєві й грайливі («Золотий животик», патинована бронза, 1968; «Танець», теракота, 1970; «Білий живіт», мармур, 1972—1973).

## Нагороди
- 1954 — премія Charles Pacquement;
- 1960 — 2-га премія Marzotto;
- 1961 — Лауреат[5] першого (Biennale de Paris) (1959);
- 1964 — 1-ша премія «Бієнале молодих художників» в Токіо;
- 1966 — Медаль «Biennale d'Alexandrie»[6].